# پل وایلد (دانشمند)
پل وایلد (انگلیسی: Paul Wild; ۱۷ مهٔ ۱۹۲۳ – ۱۰ مهٔ ۲۰۰۸) دانشمند در زمینه اخترشناسی رادیویی، فیزیک خورشیدی، و microwave landing system اهل استرالیا بود.
وی همچنین برندهٔ جوایزی همچون مدال پادشاهی و همکار انجمن سلطنتی شده‌است.

## زندگی
وایلد متولد انگلیس بود. پس از حضور در جنگ جهانی دوم به عنوان افسر راداری در نیروی دریایی پادشاهای بریتانیا، مدیر شورای تحقیقات علمی و صنعتی، پیشرو در سازمان تحقیقات علمی و صنعتی مشترک‌المنافع (CSIRO) ستاره‌شناسی رادیویی در استرالیا شد. در اواخر دهه ۱۹۶۰ و اوایل دهه ۱۹۷۰، تیم وی اولین رادیو طیف‌سنجی خورشیدی جهان و متعاقباً رادیوگرافی کولگورا، در نزدیکی نارابری، نیو ساوت ولز را ساخت و اداره کرد. رصدخانه پل وایلد در کالگوورا به نام او نام‌گذاری شده‌است.